# عبد الله السماوي
عبد الله السماوي (1946-2009) قيادي إسلامي مصري بارز، يعد من الرعيل الأول المؤسس للتيار الجهادي الحديث في مصر، سواء تلك التي سلكت نهج العنف أو تبنت المنهج السلمي حيث كان يطوف أرجاء البلاد بغرض الدعوة والحث على إحياء التمسك بالشريعة. ارتبط اسم السماوي بجماعة حملت اسمه، وارتكبت حوادث الاعتداء الشهيرة على أندية الفيديو في الثمانينات من القرن الماضي، لكنه نفى أن يكون هو من وجهها، وجماعة السماوي كما كان يصفها بأنها مجموعة من الإخوة قاموا على التعاون علي البر والتقوى والاعتصام بحبل الله والعمل على إقامة الدين، دعوة الناس إليه.

## حياته
ولد طه أحمد السيد – اسمه الحقيقي – عام 1946 ببلدة درنكة بمحافظة أسيوط في صعيد مصر، وحصل علي الثانوية العامة، ولم يكمل دراسته الجامعية بسبب اعتقاله، إذ كانت أولى المرات التي اعتقل فيها في عمر لا يتجاوز 15 عاماً، وبعدها بحوالي 4 سنوات اعتقل مجددا في عام 1966، واتهم بالانتماء إلى جماعة الإخوان المسلمين وظل معتقلا لمدة خمس سنوات. والتقى خلال تلك الفترة بقيادات من الإخوان، ومنهم محمد قطب شقيق سيد قطب، وحسن الهضيبي، ومصطفى مشهور. وورد اسمه في قرار سبتمبر (أيلول) الشهير الذي أصدره الرئيس السادات عام 1981، ولم يخرج مع من خرجوا بعد تولي الرئيس المصري حسني مبارك وظل في المعتقل لمدة ثلاث سنوات ليخرج في العام 1984، لكن بمجرد خروجه بعامين (1986) اتهم بالوقوف وراء حادثة إحراق نوادي الفيديو الشهيرة التي كانت تتم بالتوازي مع الأعمال الإرهابية التي وقعت خلال الثمانينات والتسعينات من القرن الماضي، والتي نفذها شباب ينتمون لجماعته. 
وقضى السماوي سنوات عمره الأخيرة تحت الإقامة الجبرية بمنزله بحي عابدين، وجرى اعتقاله عدة مرات بين الحين والآخر، كان آخرها في نوفمبر (تشرين الثاني) 2007 حينما اتهم بمحاولة إحياء جماعة محظورة. 
وكان السماوي عضوا في حزب العمل المجمد، وآخر ظهور له كان في شهر مايو (أيار) من العام 2008 أثناء احتفال أقيم في نقابة الصحافيين المصريين.

## وفاته
توفي يوم الأربعاء 7 يناير 2009 عن عمر يناهز 63 عاما.

## قالوا عنه
- قال الدكتور كمال حبيب، الباحث في شأن الجماعات الإسلامية: «كان يتبنى في الستينات والسبعينات فكرة الانسحاب من المجتمع»، لكنه تراجع عن معظم تلك الأفكار، وراح ينتقد تيار العنف، ولم يكن له تنظيم محدد بل كان يفضل الدعوة. وأشار إلى أن السماوي كان يمثل البوابة الرئيسية للتأسيس الفكري للتيار السلفي الجهادي المعاصر، وقال: كان معارضا للدولة الناصرية ويصفها بأنها دولة الجاهلية.
- قال ضياء رشوان، المحلل السياسي والباحث في شأن الجماعات الإسلامية: موت السماوي هو أول اختفاء طبيعي لأحد مؤسسي التيار الجهادي في البلاد والذي يتزامن مع خفوت ذلك التيار في مصر في الوقت الحالي.
- قال عنه فضيلة الشيخ العلامة المُحَدِّث أبو إسحاق الحويني: كان رَجُلاً حَسَنُ الخُلُق جداً، و قَلَ من رأيت في مثل اخلَاقِهِ و حِلمِه مع اختلافنا معه في كثير من المسائل. و قال أيضاً: عرفناه حافظاً لكتاب الله -عز و جل-، وكان لا يتكلم إلا اللغة العربية الفصحى فقط.